# (9501) Yvain
(9501) Yvain, désignation internationale (9501) Ywain, est un astéroïde de la ceinture principale.

## Description
(9501) Yvain est un astéroïde de la ceinture principale. Il fut découvert par Cornelis Johannes van Houten, Ingrid van Houten-Groeneveld et Tom Gehrels le 29 septembre 1973 à l'observatoire Palomar.
Il présente une orbite caractérisée par un demi-grand axe de 2,59 UA, une excentricité de 0,266 et une inclinaison de 3,066° par rapport à l'écliptique.
Il fut nommé en hommage à Yvain, personnage de la légende arthurienne, chevalier de la Table Ronde.

## Compléments